# رانتشبار (أرارات)
مدينة رانتشبار (بالأرمينية:Ռանչպար) (بالإنجليزية: Ranchpar)‏ هي إحدى المدن التابعة لمقاطعة أرارات في أرمينيا. يقدر عدد سكانها بـ 1288 نسمة حسب الإحصاء الذي جرى عام 2011.